# Neways Electronics

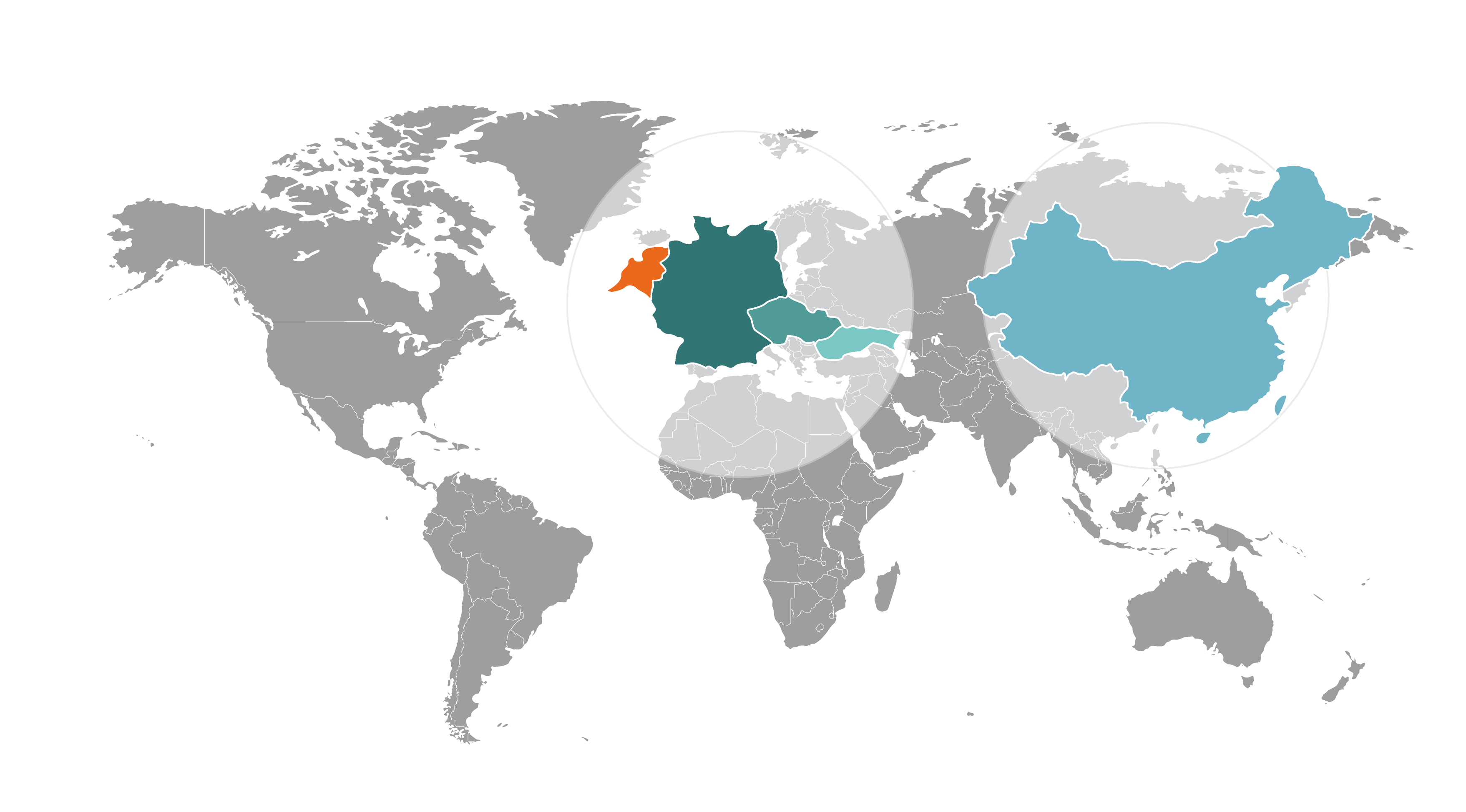
World Map Neways locations

Neways Electronics International NV is een in Nederland gevestigd (hoofdkantoor Son) elektronicaconcern en internationale EMS-provider waarvan de geschiedenis teruggaat tot 1969. Het is een van de tien belangrijkste EMS-dienstverleners in Europa. 

## Geschiedenis
Het bedrijf is in 1969 opgericht door oud-Philips-medewerker Gerard Meulensteen onder de naam Elektrotechnisch Projecten Bureau Meulensteen als eenmansbedrijf in Eindhoven. Medio 1970 verhuisde men naar Gerwen, in 1973 betrok het groeiende bedrijf een nieuw bedrijfspand in Nuenen. In 1976 kwam een printplatenfabriek bij het bedrijf dat in 1979 (na tien jaar) al 75 werknemers telde. In de jaren tachtig volgde de ontwikkeling van een regionaal bedrijf tot een internationaal opererende onderneming. Neways ging in 1986 naar de Amsterdamse beurs onder de naam Neways Electronics International Group. Naast een sterke autonome groei eind jaren tachtig nam het ook verwante bedrijven over, aanvankelijk in Nederland. In 1989 nam Neways Connection Technology te Zwanenburg en chipmaker Ramaer BV te Helmond over (dat in 1990 geïntegreerd werd), in 1992 verwierf het 350 werknemers tellende Neways van Koninklijke Philips de elektronicamontage-activiteit van PME Leeuwarden en de Modules and Subassemblies-activiteit van Philips Heerlen, met respectievelijk ongeveer 140 en in Heerlen circa 180 personen. Hierdoor steeg het aantal werknemers tot 689 eind 1992. Maar de expansie stokte al gauw: einde 1992 werd voor Connection Technology faillissement aangevraagd (55 mensen de laan uit) en werd collectief ontslag aangevraagd voor 47 van de 136 medewerkers van Neways Leeuwarden. Het totale personeelsbestand daalde hierdoor met 102 tot 547. 

## Globalisatie
Vervolgens volgde buitenlandse expansie. Het jaar 1997 startten Neways’ activiteiten in Oost-Europa, Azië volgde in 1998. Dankzij de uitbesteding van productie aan werkmaatschappijen in Oost-Europa en Azië realiseerde Neways aanzienlijke kostenverlagingen, het bedrijf liep daarmee vooruit op de latere trends in de markt. Nederland werd steeds minder belangrijk als productieplaats. In 2001 wordt op eigen verzoek van Neways dochterbedrijf Ramaer failliet verklaard, de vestiging in Huizen wordt drastisch ingekrompen, van 160 naar 40 medewerkers. Wel volgde in 2004 nog een grote overname in Nederland, Stork Electronics. Dit onder Huub van der Vrande, van 2003 tot 2020 topman. Verder bouwde Neways aan het begin van de 21ste eeuw met name zijn positie op de Duitse markt uit en werden de activiteiten in Oost-Europa en Azië uitgebreid. Na de acquisitie van Bus Groep in Duitsland eind 2014 trad Neways de Europese top 10 van EMS-spelers binnen. De onderneming blijft wel gevoelig voor conjuncturele schommelingen zoals de ontwikkeling van de automotive sector, een belangrijke afnemer. Zo werden in 2020/21 350 arbeidsplaatsen geschrapt.

## Bedrijfsstructuur
Het bestuur van Neways Electronics International bestaat sinds 2022 uit Hans Büthker (CEO), René Timmers (CFO), Steven Soederhuizen (COO) en Michiel van der Maat (CCO). Richard Govers is in de Raad van toezicht benoemd als voorzitter. Verder bestaat de Raad van toezicht uit Katja Kok-Keizer, Erwin Riefel en Frank van Roij. De onderneming heeft anno 2023 werkmaatschappijen in Nederland, Duitsland, Tsjechië, Slowakije, China en de Verenigde Staten en telde in 2021 gemiddeld 2600 medewerkers tegen 3000 in 2019.

## Activiteiten
Neways biedt maatwerkoplossingen voor de complete productlevenscyclus (van productontwikkeling tot aftersales service) van zowel elektronische componenten als complete (boxbuild) elektronische besturingssystemen. Neways richt zich in een niche van de EMS-markt met name op kleine tot middelgrote specialistische series waarbij kwaliteit, flexibiliteit en time-to-market een cruciale rol spelen. Producten van Neways worden onder meer toegepast in de sectoren semiconductor, medical, automotive en industrial.
Neways Electronics heeft productielocaties in Son (NL), Echt (NL) , Leeuwarden (NL), Nijmegen (NL), Neunkirchen (D), Riesa (D), Decin (CZ), Nová Dubnica (SK), Wuxi (CN) en Klang (MY). De elektronicaserviceprovider heeft ook een sales office in de Verenigde Staten. De ontwikkellocaties bevinden zich in Nederland (Son, Echt en Enschede) en in Duitsland (Erfurt). In 2020 werd driekwart van de omzet gerealiseerd in Nederland en Duitsland.
Op 30 april 2021 deed VDL Groep een overnamebod. Na afwijzing van het oorspronkelijke bod van €12,50 euro per aandeel in contanten deed VDL een openbaar bod van 13 euro op alle openstaande aandelen. Een tweede gegadigde kwam met een beter bod; in juni 2021 bereikte Neways een akkoord met investeringsmaatschappij Infestos dat Neways overnam voor 14,55 euro per aandeel. Sinds 2022 heeft Infestos alle aandelen in bezit en is Neways geen beursgenoteerd bedrijf meer. 

## Certificaten
Neways voldoet aan de volgende vereisten: IATF 16949 (Automotive), AQAP 2110 (Defence), ISO 13485 (Medical), ISO 9001 (Quality), ISO 50001 (Energy), ISO 14001 (Environment)